# Елісбург (Пенсільванія)
Елісбург (англ. Elysburg) — переписна місцевість (CDP) в США, в окрузі Нортамберленд штату Пенсільванія. Населення — 2152 особи (2020).

## Географія
Елісбург розташований за координатами 40°52′5″ пн. ш. 76°32′57″ зх. д. / 40.86806° пн. ш. 76.54917° зх. д. (40.867990, -76.549160).  За даними Бюро перепису населення США в 2010 році переписна місцевість мала площу 7,55 км², уся площа — суходіл.

## Демографія
Згідно з переписом 2010 року, у переписній місцевості мешкали 2194 особи в 969 домогосподарствах у складі 644 родин. Густота населення становила 290 осіб/км².  Було 1019 помешкань (135/км²).
Расовий склад населення:
| - 98,0 % — білих - 0,7 % — азіатів - 0,5 % — чорних або афроамериканців - 0,2 % — корінних американців |

До двох чи більше рас належало 0,5 %. Частка іспаномовних становила 1,0 % від усіх жителів.
За віковим діапазоном населення розподілялося таким чином: 19,2 % — особи молодші 18 років, 59,1 % — особи у віці 18—64 років, 21,7 % — особи у віці 65 років та старші. Медіана віку мешканця становила 47,4 року. На 100 осіб жіночої статі у переписній місцевості припадало 87,4 чоловіків;  на 100 жінок у віці від 18 років та старших — 83,4 чоловіків також старших 18 років.
Середній дохід на одне домашнє господарство  становив 64 927 доларів США (медіана — 60 881), а середній дохід на одну сім'ю — 77 291 долар (медіана — 71 541). Медіана доходів становила 53 456 доларів для чоловіків та 44 286 доларів для жінок. За межею бідності перебувало 7,1 % осіб, у тому числі 9,1 % дітей у віці до 18 років та 12,1 % осіб у віці 65 років та старших.
Цивільне працевлаштоване населення становило 917 осіб. Основні галузі зайнятості: освіта, охорона здоров'я та соціальна допомога — 37,9 %, виробництво — 10,9 %, публічна адміністрація — 9,9 %, будівництво — 9,3 %.